# 법고대

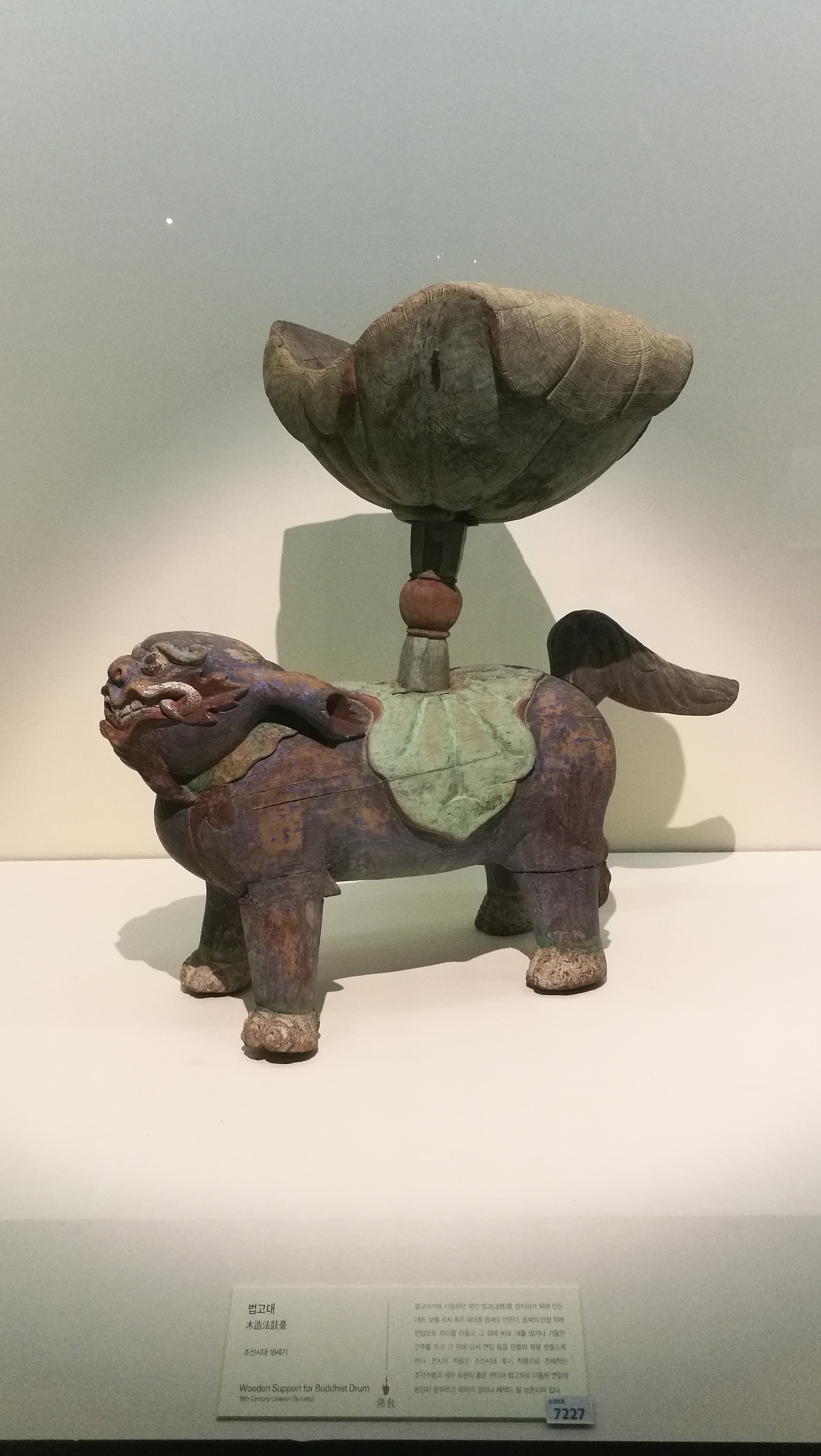
법고대, 경기도 박물관 소장(경기도 박물관 소장번호7227)

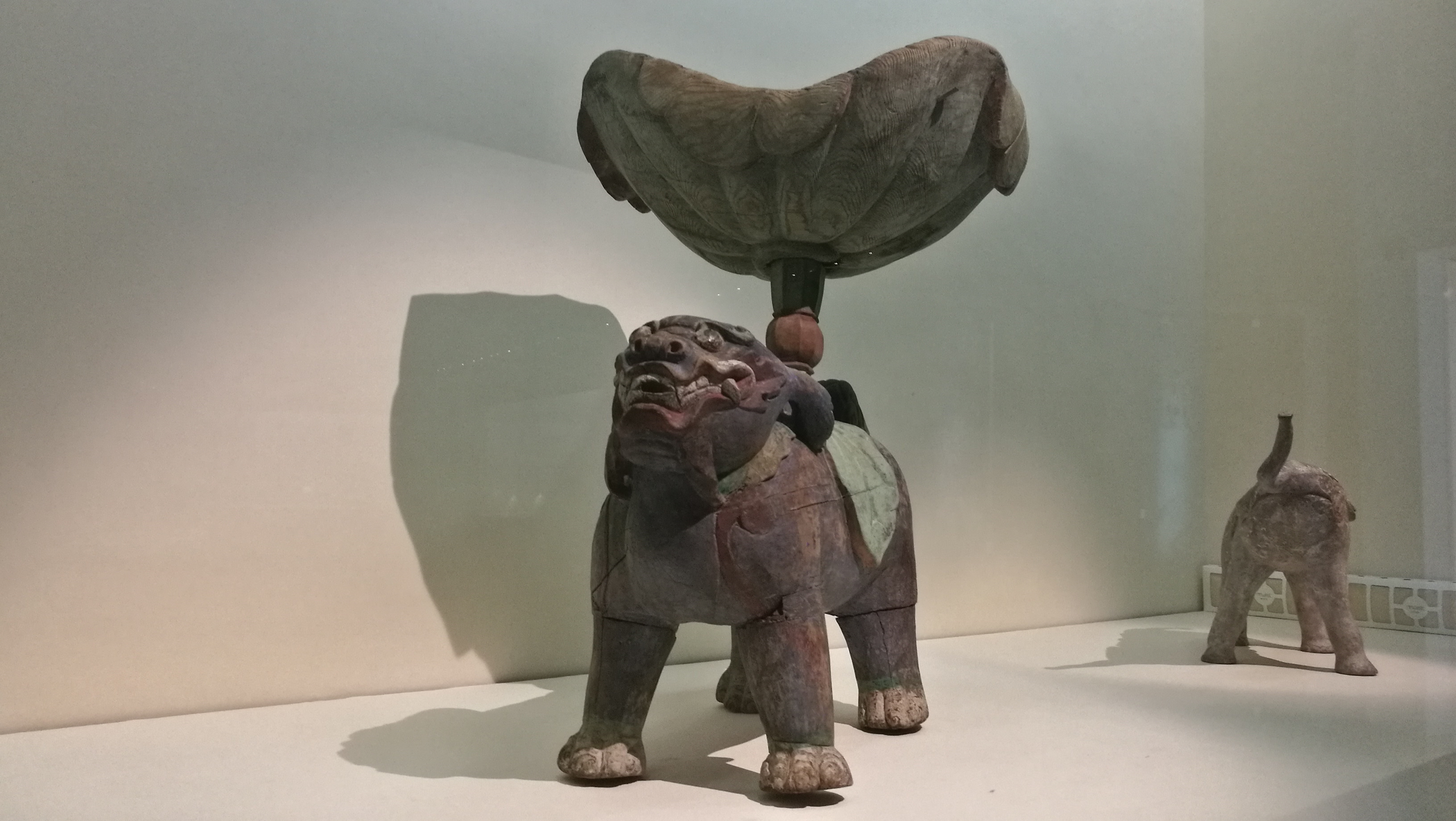
법고대, 경기도 박물관 소장

법고대는 불교 의식에 사용되던 북인 법고를 설치하기 위한 대좌이다. 법고대는 몸체의 안장 위에 연잎으로 자리를 만들고, 그 위에 바로 대를 얹거나 기둥인 간주를 두고, 그 위에 다시 연잎 등을 만들어 북을 받들도록 한다.